# Challenger de Rimouski 2015
El Challenger Banque Nationale 2015 fue un torneo de tenis profesional jugado en canchas duras. Se disputó la novena edición del torneo que formó parte del circuito ATP Challenger Tour 2015. Se llevó a cabo en Rimouski, Canadá entre el 16 y el 22 de marzo de 2015.

## Jugadores participantes del cuadro de individuales
| Favorito | País                  | Jugador         | Rank1 | Posición en el torneo |
| -------- | --------------------- | --------------- | ----- | --------------------- |
| 1        | Bandera de Eslovaquia | Lukáš Lacko     | 95    | Segunda ronda         |
| 2        | Bandera de Alemania   | Andreas Beck    | 113   | Segunda ronda         |
| 3        | Bandera de Italia     | Luca Vanni      | 114   | Primera ronda         |
| 4        | Bandera de Eslovaquia | Norbert Gombos  | 117   | Segunda ronda         |
| 5        | Bandera de Colombia   | Alejandro Falla | 119   | Segunda ronda         |
| 6        | Bandera de Bélgica    | Ruben Bemelmans | 133   | Primera ronda         |
| 7        | Bandera de Canadá     | Frank Dancevic  | 166   | FINAL                 |
| 8        | Bandera de Bélgica    | Maxime Authom   | 172   | Segunda ronda, retiro |

- 1 Se ha tomado en cuenta el ranking del 9 de marzo de 2015.

### Otros participantes
Los siguientes jugadores recibieron una invitación (wild card), por lo tanto ingresan directamente al cuadro principal (WC):
- Philip Bester
- Pavel Krainik
- Filip Peliwo
- David Volfson

Los siguientes jugadores ingresan al cuadro principal tras disputar el cuadro clasificatorio (Q):
- Félix Auger-Aliassime
- Matteo Donati
- Adam El Mihdawy
- Kevin King

## Campeones

### Individual Masculino
- John-Patrick Smith derrotó en la final a  Frank Dancevic, 6–7(11–13), 7–6(7–3), 7–5

### Dobles Masculino
- Philip Bester /  Chris Guccione derrotaron en la final a  Frank Dancevic /  Frank Moser, 6–4, 7–6(8–6)